# Majholi
Majholi é uma cidade e uma nagar panchayat no distrito de Jabalpur, no estado indiano de Madhya Pradesh.

## Geografia
Majholi está localizada a 23° 30′ N, 79° 55′ L. Tem uma altitude média de 385 metros (1 263 pés).

## Demografia
Segundo o censo de 2001, Majholi tinha uma população de 11 308 habitantes. Os indivíduos do sexo masculino constituem 52% da população e os do sexo feminino 48%. Majholi tem uma taxa de literacia de 65%, superior à média nacional de 59,5%: a literacia no sexo masculino é de 75% e no sexo feminino é de 54%. Em Majholi, 15% da população está abaixo dos 6 anos de idade.